# Crise de mères
Pour plus de détails, voir Fiche technique et Distribution.
Crise de mères (anglais : Moms' Night Out) est un film chrétien américain réalisé par les Frères Erwin, sorti le 9 mai 2014 aux États-Unis.

## Synopsis
Allyson (Sarah Drew), Sondra (Patricia Heaton) et Izzy (Andrea Logan White) sont des mères au foyer qui vivent certaines difficultés. Elles décident de sortir ensemble pour un diner dans un restaurant et laissent leurs maris avec les enfants. La soirée ne se passe pas comme prévu et les mères se mettent à la recherche d’un bébé disparu.

## Distribution
- Sarah Drew (VF : Sophie Froissard) : Allyson
- Sean Astin (VF : Christophe Lemoine) : Sean
- Patricia Heaton (VF : Véronique Augereau) : Sondra
- Andrea Logan White : Izzy
- Trace Adkins : Bones
- Robert Amaya : Marco
- Abbie Cobb : Bridget
- Harry Shum Jr. : Joey
- David Hunt : Cabbie
- Alex Kendrick : Pasteur Ray
- Anjelah Johnson : serveuse de restaurant
- Kevin Downes : Kevin
- Manwell Reyes : Desk Guy
- Sammi Hanratty : Zoe
- Jason Burkey : DJ
- Michael Leone : Brandon

 Sauf indication contraire ou complémentaire, les informations mentionnées dans cette section proviennent du générique de fin de l'œuvre audiovisuelle présentée ici.

## Réception

### Box-office
Le film a récolté 10,5 millions de dollars au box-office mondial pour un budget de 5 millions de dollar.

### Critiques
Rotten Tomatoes a enregistré une note de 19 % des critiques et 66 % de l’audience et Metacritic a enregistré une note de 25/100 des critiques,.

## Récompenses
| Année | Prix       | Catégorie                 | Intitulé       | Résultat |
| ----- | ---------- | ------------------------- | -------------- | -------- |
| 2015  | Dove Award | Film inspirant de l'année | Crise de mères | Lauréat  |